# Chartographa trigoniplaga
Chartographa trigoniplaga är en fjärilsart som beskrevs av George Francis Hampson 1895. Chartographa trigoniplaga ingår i släktet Chartographa och familjen mätare. Inga underarter finns listade i Catalogue of Life.